# Hippos Žďár nad Sázavou
Hippos Žďár n/S. je florbalový klub ze Žďáru nad Sázavou založený v roce 1997.
Tým mužů hraje Divizi (čtvrtou nejvyšší mužskou florbalovou soutěž).
V jedné sezóně 2000/2001 hrál tým nejvyšší mužskou soutěž (v té době s názvem 1. liga). Mimo to v dalších šesti sezónách hrál druhou nejvyšší soutěž, naposledy 1. ligu v sezóně 2012/2013.

## Tým mužů
| Sezóna                                                       | Úroveň | Soutěž       | Umístění | Poznámka                                                                |
| ------------------------------------------------------------ | ------ | ------------ | -------- | ----------------------------------------------------------------------- |
| 1999/2000                                                    | 2      | 2. liga      | 2.       | Postup do vyšší ligy                                                    |
| 2000/2001                                                    | 1      | 1. liga      | 12.      | Sestup do nižší ligy                                                    |
| 2001/2002                                                    | 2      | 2. liga      | 12.      | Sestup do nižší ligy                                                    |
| V sezónách 2002/2003 a 2003/2004 tým nehrál nejvyšší soutěže |        |              |          |                                                                         |
| 2004/2005                                                    | 3      | 3. liga      |          | [ 8 ]                                                                   |
| 2005/2006                                                    | 3      | 3. liga      |          | [ 9 ]                                                                   |
| 2006/2007                                                    | 3      | 2. liga      |          | [ 10 ]                                                                  |
| 2007/2008                                                    | 3      | 2. liga      |          | [ 11 ]                                                                  |
| 2008/2009                                                    | 3      | 2. liga      |          | Výhra v 2. kole play-up proti FBC Česká Lípa – Postup do vyšší ligy     |
| 2009/2010                                                    | 2      | 1. liga      | 5.       | Vypadnutí ve čtvrtfinále play-off proti SK Bivoj Litvínov               |
| 2010/2011                                                    | 2      | 1. liga      | 7.       | Vypadnutí ve čtvrtfinále play-off proti Panthers Otrokovice             |
| 2011/2012                                                    | 2      | 1. liga      | 7.       | Vypadnutí ve čtvrtfinále play-off proti AC Sparta Praha Florbal         |
| 2012/2013                                                    | 2      | 1. liga      | 10.      | Prohra v 2. kole play-down proti Paskov Saurians – Sestup do nižší ligy |
| 2013/2014                                                    | 3      | 2. liga      |          | Postup z druhého místa v Divizi III do nově vzniklé Národní ligy        |
| 2014/2015                                                    | 3      | Národní liga |          | Udržení v lize                                                          |
| 2015/2016                                                    | 3      | Národní liga |          | Vypadnutí ve čtvrtfinále play-off proti Sokol Brno I EMKOCase Gullivers |
| 2016/2017                                                    | 3      | Národní liga |          | Výhra v 1. kole play-down proti Paskov Saurians                         |
| 2017/2018                                                    | 3      | Národní liga |          | Výhra v 1. kole play-down proti ASK Bystřice n.P.                       |
| 2018/2019                                                    | 3      | Národní liga |          | Prohra v 2. kole play-down proti Snipers Třebíč – Sestup do nižší ligy  |
| Od sezóny 2019/2020 hraje tým regionální soutěže             |        |              |          |                                                                         |